# Nepaloserica similis
Nepaloserica similis är en skalbaggsart som beskrevs av Frey 1969. Nepaloserica similis ingår i släktet Nepaloserica och familjen Melolonthidae. Inga underarter finns listade i Catalogue of Life.